# Het Machtige Hoopje
Het Machtige Hoopje (Russisch: Могучая Кучка, Mogoetsjaja koetsjka) ook wel De Vijf (of ook Groep van vijf) was een in de jaren 1865 - 1870 ontstaan gezelschap van vijf belangrijke Russische componisten van die tijd:

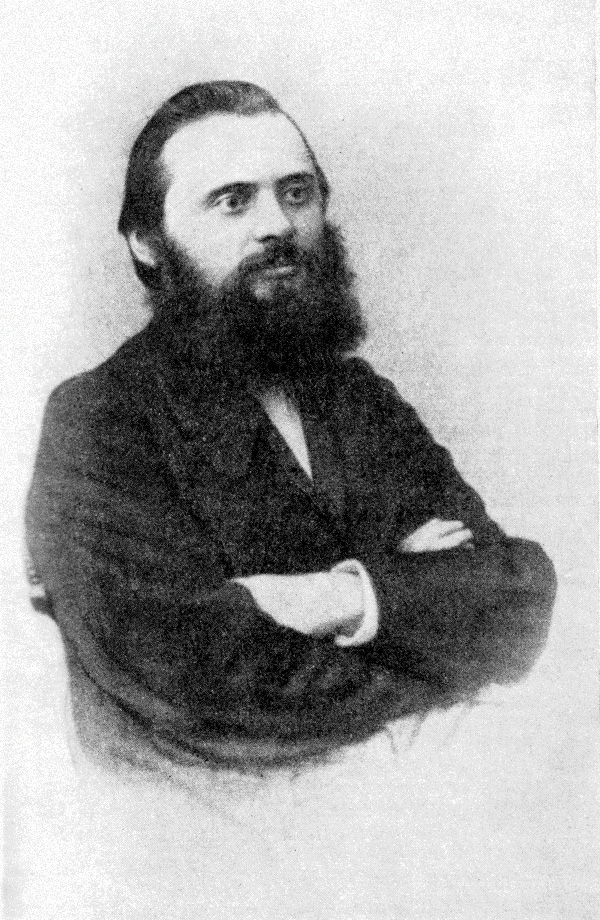
Mili Balakirev (1837-1910), initiatiefnemer
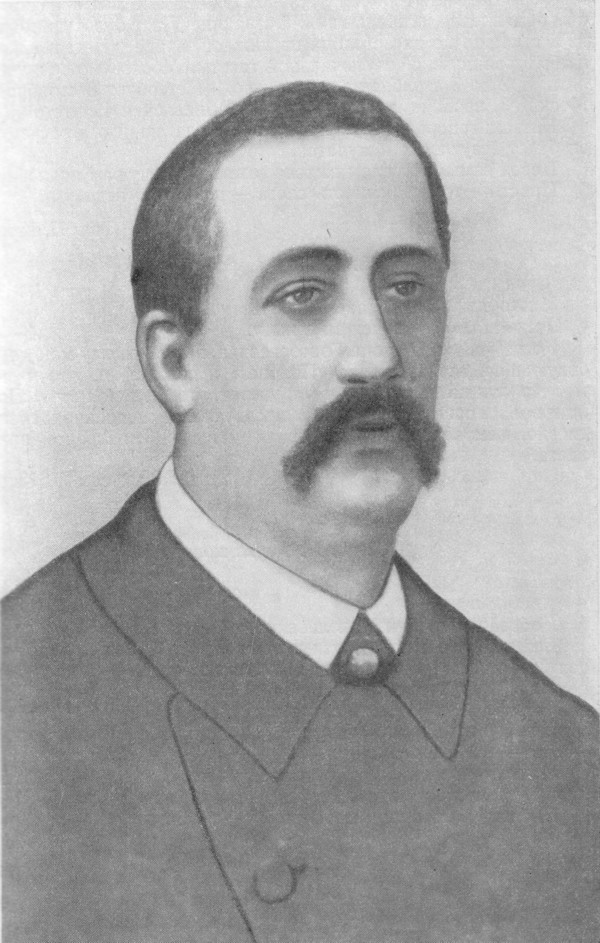
Alexander Borodin (1833-1887)
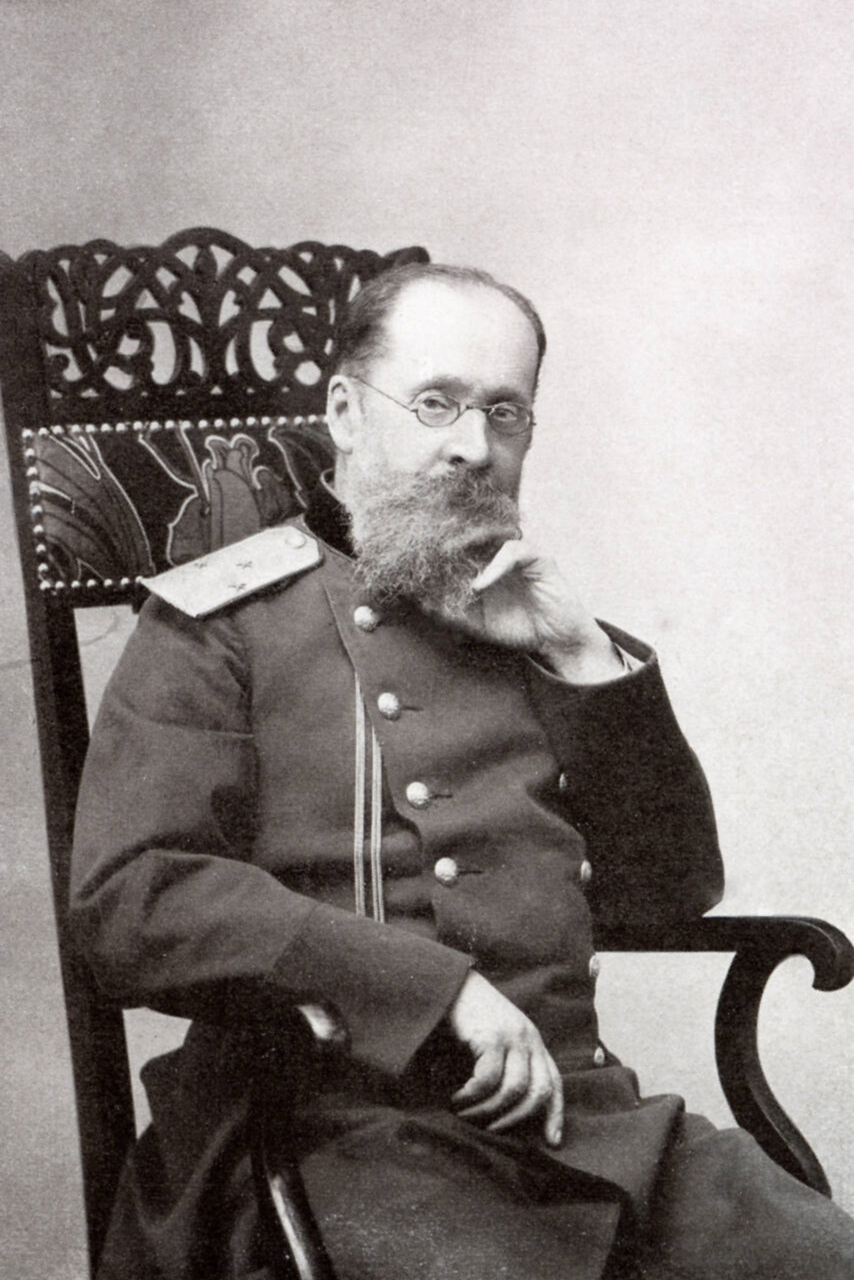
César Cui (1835-1918)
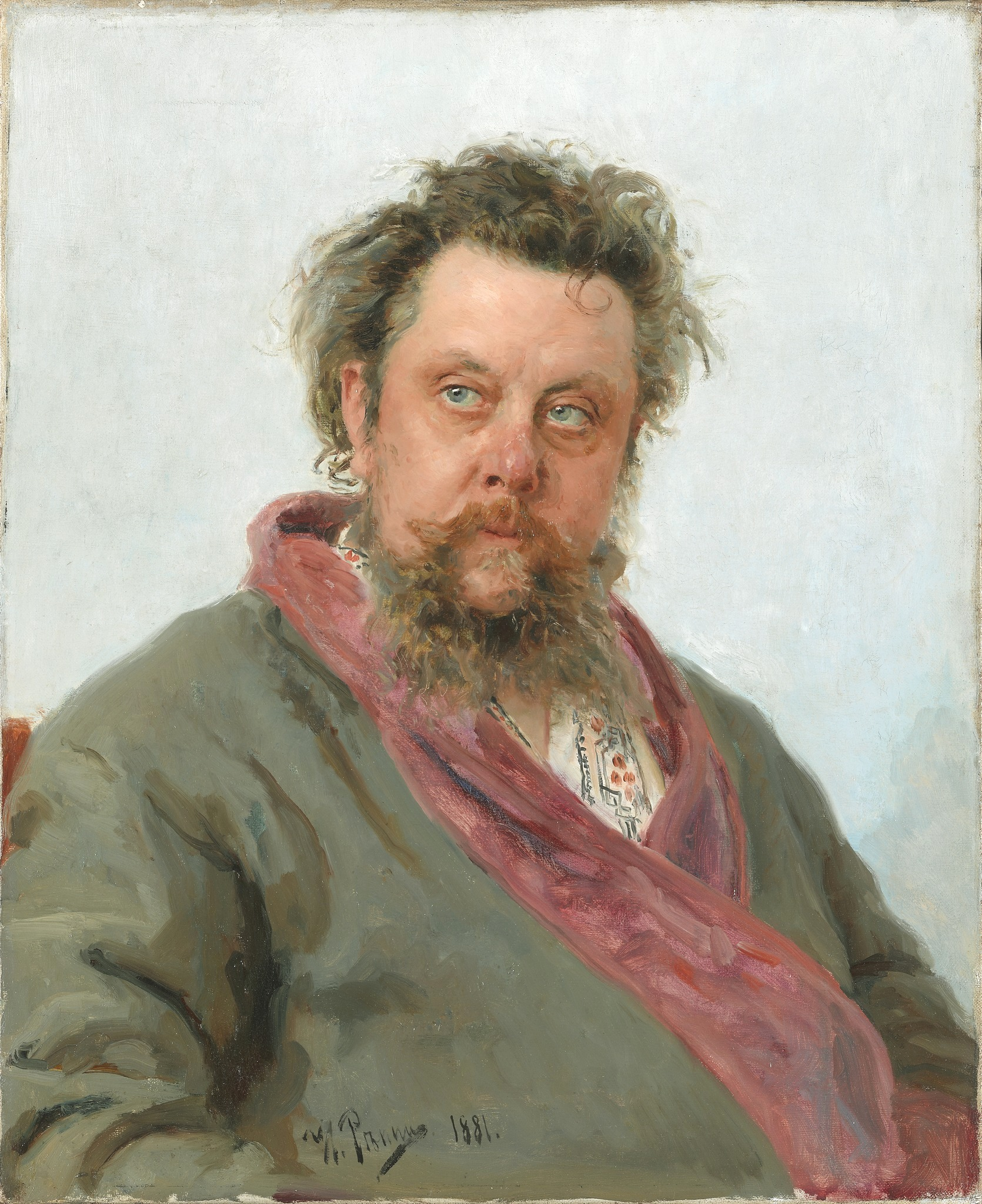
Modest Moessorgski (1839-1881)
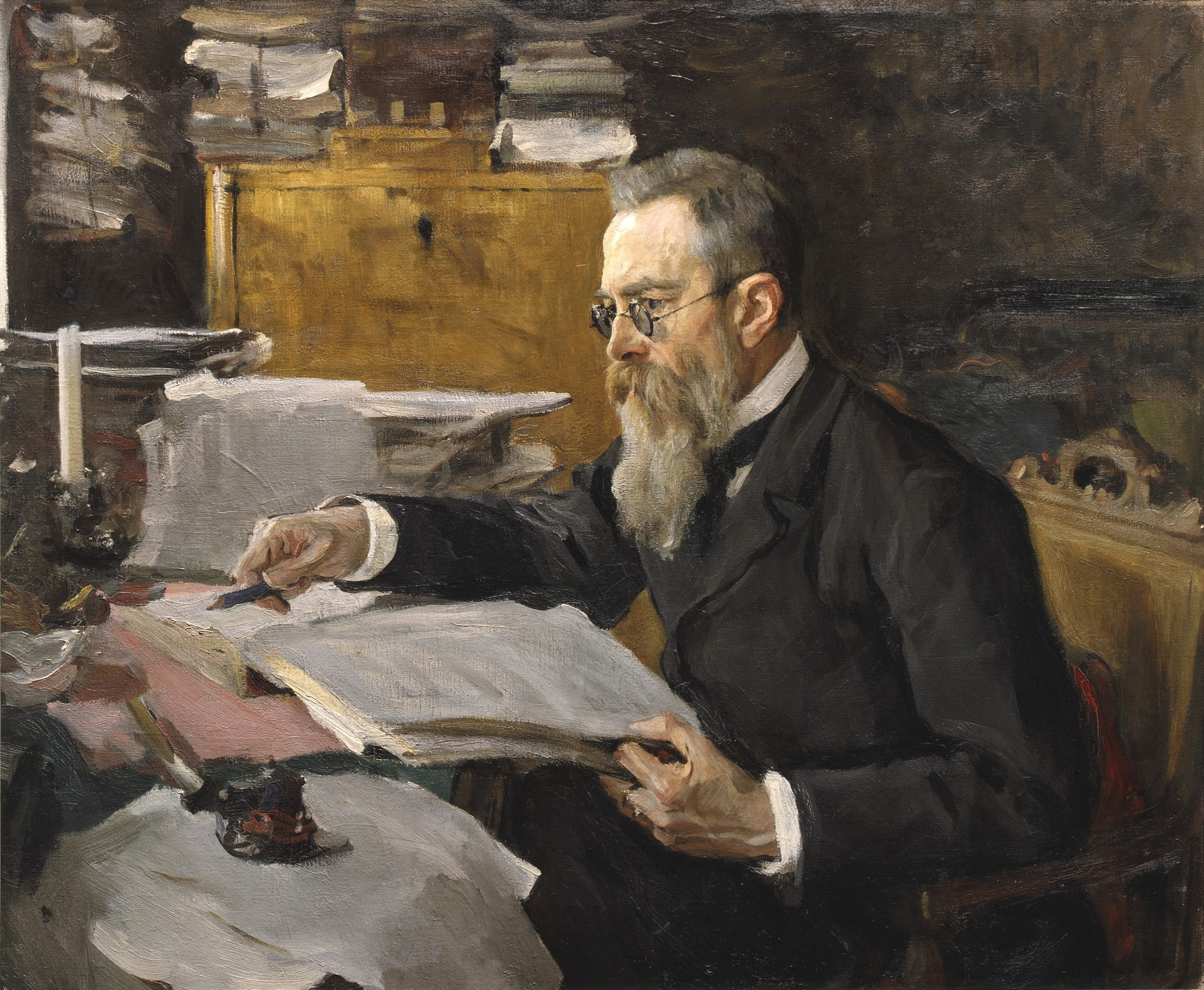
Nikolaj Rimski-Korsakov (1844-1908)

Het gezelschap zette zich in voor nationalistische muziek.
Behalve Balakirev, die nog enig muzikaal onderricht genoten had, had geen van deze componisten een muzikale achtergrond; Cui, Moessorgski en Rimski-Korsakov waren militairen en Borodin was chemicus. Ze begonnen uiteindelijk met zelfonderricht; dit hield in dat "we al het werk van de grote componisten doorspeelden en elk werk in technisch en creatief opzicht volledig aan onze kritiek en analyse onderwierpen".
In hun werk richtten de componisten zich met name op de Russische volksmuziek, die aantrekkelijk was door de toegankelijkheid (het gezelschap bezat weinig muzikale kennis) en door het feit dat het uitstekend aansloot bij het nationalistische denken. Vooral Balakirev verwerkte veel melodieën van volkswijsjes in zijn werk.
De eigenaardige benaming van de groep ontstond als volgt: in 1867 vond een concert plaats onder leiding van Balakirev, dat door de criticus Vladimir Stasov werd gerecenseerd met de woorden: "God geve, dat onze Slavische gasten dit concert nooit vergeten. God geve, dat zij voor altijd in hun herinnering bewaren, over hoeveel poëzie, gevoel, talent en vakmanschap het kleine, doch machtige hoopje der Russische componisten beschikt". De naam Het Machtige Hoopje is dus afkomstig van de muziekrecensent Stasov.
In de loop van de jaren 70 van de 19e eeuw begon Rimski-Korsakov te twijfelen aan de doelstelling van de groep. Hij realiseerde zich, nog steeds "echte" muzikale kennis te ontberen door zoveel tijd te besteden aan de ontwikkeling van Russische muziek. Door veel zelfstudie, en contacten met de meer westers-georiënteerde Tsjaikovski, is hij geleidelijk meer losgekomen van de groep, al bleven de persoonlijke contacten bestaan.